# Lee Boardman
Lee Boardman (Mánchester, 2 de julio de 1972) es un actor y narrador inglés, más conocido por haber interpretado a Murray Priestman en la serie Drop Dead Gorgeous y a Timon en la serie Rome.

## Biografía
Es hijo de Harold Boardman, tiene dos hermanas: Suzanne Boardman y Mandy Boardman; Mandy falleció en 2014.
Boardman se graduó en la "Oxford School of Drama".
El 12 de mayo de 2001 se casó con la actriz inglesa Jennifer James; la pareja le dio la bienvenida a su primer hijo Jack Alexander Boardman, en marzo de 2004  y a su hija Scarlett Marie Boardman, en abril de 2010.

## Carrera
El 6 de junio de 1997 apareció por primera vez como personaje recurrente en la popular serie británica Coronation Street, donde interpretó a Gerald Francis "Jez" Quigley, un traficante de drogas hasta el 15 de septiembre de 2000, cuando su personaje murió al sufrir heridas por el ataque de Jim McDonald, al intentar defenderse de este.
En 2001 apareció como invitado en la serie policíaca The Bill, donde interpretó a Dave Carter, en el episodio "Suffer the Little Children"; anteriormente había aparecido en la serie en 1999 donde interpretó a un camarero durante el episodio "Heavy Plant Crossing". En 2005 se unió al elenco recurrente de la serie Rome, donde interpretó a Timon "Tevye", un tratante de caballos judío, que además, contrata mercenarios y hace el trabajo sucio de Atia, hasta la segunda temporada de la serie en 2007 después de que su personaje se fuera de Roma con su familia, para mudarse a Judea. En 2006 se unió al elenco de la serie Drop Dead Gorgeous donde interpretó a Murray Priestman hasta 2007. Ese mismo año, apareció en la película Longford, donde interpretó al anfitrión del programa de radio.
En 2013 se unió al elenco principal de la serie Great Night Out, donde interpretó a Paddy "Hodge" Hogkinson, quien se ve como el líder del grupo de sus amigos y el esposo de Kath Hogkinson (Rebekah Staton), hasta el final de la serie ese mismo año. En 2014 se unió al elenco recurrente de la segunda temporada de la serie Da Vinci's Demons, donde interpretó a Amerigo Vespucci En junio de 2015 se unió al elenco recurrente de la serie The Interceptor, donde da vida a Michael "Xavier" Duffy, el dueño de una tienda de limpieza y criminal, hasta ahora. En agosto del mismo año, se anunció que aparecería en la miniserie Beowulf donde figura como Hane.

## Filmografía

### Series de televisión
| Año               | Título                                     | Personaje               | Notas                                                                    |
| ----------------- | ------------------------------------------ | ----------------------- | ------------------------------------------------------------------------ |
| 2016              | The Five                                   | Jay Newman              | 5 episodios                                                              |
| 2016              | Boomers                                    | Matt                    | episodio "Matt & Seb"                                                    |
| 2016              | Beowulf: Return to the Shieldlands         | Hane                    | episodio # 1.8 - miniserie                                               |
| 2015              | The Interceptor                            | Michael "Xavier" Duffy  | 8 episodios                                                              |
| 2015              | SunTrap                                    | Elton Juan              | episodio # 1.5                                                           |
| 2015              | Shanghai Shanghai                          | Morris Cohen            | -                                                                        |
| 2014              | Da Vinci's Demons                          | Amerigo Vespucci        | 5 episodios                                                              |
| 2014              | Inspector George Gently                    | Todd Stretch            | episodio "Blue for Bluebird"                                             |
| 2013              | Playhouse Presents                         | Lenny                   | episodio "Hey Diddly Dee"                                                |
| 2013              | Great Night Out                            | Paddy "Hodge" Hogkinson | 6 episodios                                                              |
| 2012              | Secrets and Words                          | Jimmy                   | episodio "The Crossing"                                                  |
| 2011              | Little Crackers                            | Reg                     | episodio "Sally Lindsay's Little Cracker: My First Christmas Number One" |
| 2011              | Death in Paradise                          | Samuel King             | episodio # 1.5                                                           |
| 2011              | Trollied                                   | Craig Falcon            | episodio # 1.6                                                           |
| 2011              | Midsomer Murders                           | Matt Rowntree           | episodio "Echoes of the Dead"                                            |
| 2010              | Ladies of Letters                          | Damon                   | 6 episodios                                                              |
| 2009              | Blue Murder                                | Donnie Shoreham         | episodio "Inside"                                                        |
| 2009              | The Street                                 | Bombardero              | episodio # 3.6                                                           |
| 2009              | Moving On                                  | Colin                   | episodio "Bully"                                                         |
| 2009              | Kröd Mändoon and the Flaming Sword of Fire | Asesino                 | episodio "Golden Powers"                                                 |
| 2006 - 2007       | Drop Dead Gorgeous                         | Murray Priestman        | 9 episodios                                                              |
| 2005 - 2007       | Rome                                       | Timon                   | 13 episodios                                                             |
| 2004              | Making Waves                               | Chef                    | episodio # 1.1                                                           |
| 2004              | Dalziel and Pascoe                         | Sgt. Brian Skinner      | episodio "A Game of Soldiers"                                            |
| 2000 - 2003       | Hotel Getaway                              | Varios Personajes       | 3 episodios                                                              |
| 2003              | Holby City                                 | Peter Gaskell           | episodio "For Better, for Worse"                                         |
| 2001              | The Bill                                   | Dave Carter             | episodio "Suffer the Little Children"                                    |
| 1997, 1999 - 2000 | Coronation Street                          | Jez Quigley             | 4 episodios                                                              |
| 1998              | Grafters                                   | Andy                    | 2 episodios                                                              |
| 1997              | Band of Gold                               | Kevo                    | 2 episodios                                                              |

### Películas
| Año  | Título                | Personaje        | Notas |
| ---- | --------------------- | ---------------- | --- |
| 2022 | Enola Holmes 2        | Bill Crouch      | junto a Millie Bobby Brown, Henry Cavill                                                                           |
| 2016 | Christ the Lord       | Líder del Equipo | junto a Sean Bean, David Bradley, Jonathan Bailey, David Burke, Vincent Walsh & Rory Keenan                        |
| 2015 | Monochrome            | Walcott          | junto a James Cosmo, Liz May Brice, Jo Woodcock, Richard Cordery, Charles Venn & Josephine Butler                  |
| 2013 | Jack the Giant Slayer | Badger           | junto a Nicholas Hoult, Eleanor Tomlinson Ewan McGregor, Stanley Tucci, Eddie Marsan, Ewen Bremner & Ian McShane   |
| 2011 | Being Sold            | Chris Hope       | junto a Christopher Dane, Eva Pope, Jessica Blake & Sarah Whitham                                                  |
| 2011 | Love's Kitchen        | Loz              | junto a Dougray Scott, Claire Forlani, Gordon Ramsay, Katrine De Candole, Michelle Ryan & Matthew Clancy           |
| 2011 | Leila                 | Paul             | junto a Chloë Annett, Dorothy Duffy, Orlando Seale & David Balfour                                                 |
| 2010 | London Boulevard      | Lee              | junto a Colin Farrell, Keira Knightley, David Thewlis, Anna Friel, Ben Chaplin & Ray Winstone                      |
| 2010 | D.O.A                 | Terrence Mowbury | junto a Kris Marshall, Karen Taylor, Kevin Eldon & Richard Glover                                                  |
| 2010 | The Story of F***     | Gilford Bell     | junto a Matt Devere, Desire Dubounet, Matthew Earley, Tamsin Egerton, Kevin Griffiths & Finlay Robertson           |
| 2006 | Fated                 | Jack             | junto a Michael Angelis, Jennifer Brooks, Craig Charles, Jimmy Coulthard & Katrine De Candole                      |
| 2006 | Longford              | Presentador      | junto a Jim Broadbent, Lindsay Duncan, Kate Miles, Sarah Crowden, Robert Pugh & Samantha Morton                    |
| 2002 | Sleep My Love         | Tramp            | corto - junto a Katy Clayton                                                                                       |
| 2000 | Going Down            | Dennis           | corto - junto a Damian Samuels                                                                                     |
| 2000 | P.O.V.                | Shaun            | junto a Alex Giannini, Mali Harries & Shane Taylor                                                                 |
| 1996 | Emma                  | Bailarín         | junto a Gwyneth Paltrow, James Cosmo, Greta Scacchi, Alan Cumming, Sophie Thompson, Jeremy Northam & Toni Collette |

### Videojuegos
| Año  | Juego                             | Personaje                                |
| ---- | --------------------------------- | ---------------------------------------- |
| 2014 | Assassin's Creed: Rogue           | prestó su voz para las voces adicionales |
| 2014 | Assassin's Creed: Unity           | prestó su voz para las voces adicionales |
| 2013 | Assassin's Creed IV: Black Flag   | prestó su voz para las voces adicionales |
| 2012 | Assassin's Creed III              | prestó su voz para las voces adicionales |
| 2011 | The Witcher 2: Assassins of Kings | prestó su voz para las voces adicionales |
| 2010 | Fable III                         | prestó su voz para las voces adicionales |

### Narrador
| Año  | Título       | Notas    |
| ---- | ------------ | -------- |
| 2004 | Road Wars    | narrador |
| 2002 | Fight School | narrador |